# Giancarlo Cantelmi
Giancarlo Cantelmi (Celano, 17 maggio 1926 – 14 ottobre 2023) è stato un politico italiano.

## Biografia
Esponente del Partito Comunista Italiano, prima di darsi all'attività politica esercitava la professione di avvocato. Fu deputato per 2 legislature, dal 1976 al 1983.